# Manassès de Seignelay
Manassès de Seignelay († 1221) a été évêque d'Orléans de 1208 à sa mort. 

## Biographie
Ses parents sont Bochard ou Bouchard, frère de Deimbert Ier de Seignelay, et Aanor fille d'André seigneur de Montbard ; Aanor est morte au château d'Esnon et a été enterrée à l'abbaye de Pontigny. Ils ont eu deux fils et une fille, Agnès, qui épouse Philippe de Cheny. Ils sont parents de saint Bernard par les femmes.
Manassès s'est notablement bien entendu avec son frère Guillaume de Seignelay (~1164 - 1223), 58e évêque d'Auxerre du 18 février 1207 à 1220 puis évêque de Paris de 1220 jusqu'à sa mort en 1223. Lui-même devient évêque d'Orléans en 1208. 
Ils sont tous deux évêques sous le pape Innocent III (1198–1216) puis Honorius III (1216-1227), qui soutiennent Philippe Auguste dans ses conflits d'expansion. C'est pourquoi Philippe convoque Manassès et Guillaume entre autres barons et évêques, pour marcher en Bretagne avec son armée. Les deux frères et leurs vassaux vont de concert jusqu'à Mantes, mais n'y trouvent pas le roi et sur ces entrefaites s'en retournent chez eux : selon eux, ils ne sont obligés ni d'aller ni d'envoyer à la guerre si le roi n'y est pas en personne. Philippe ne le voit pas de cet œil malgré leur accord avec le droit féodal, et confisque leurs régales ou ce qu'ils tiennent de lui en fief. Les deux évêques ripostent en jetant un interdit sur les terres du roi se trouvant dans leurs diocèses. Rome est saisie, le pape nomme des arbitres. Deux ans plus tard leurs biens leur sont rendus, le roi exempte Guillaume d'aller à la guerre et la paix revient.
Guillaume et Manassès organisent aussi une expédition conjointe de 40 jours en participation à la croisade contre les cathares (1208-1229), pendant laquelle ils atteignent Carcassonne où ils rejoignent Simon de Montfort. Avec son frère Guillaume, ils assurent l'adoubement de Simon de Montfort. 
Épitaphe de Manassès :
«  Præsul magnificus Manasses, juris amicus,

Claris ortus avis, morum fuit inclita Clavis,

Ecclesiæ clipeus, virtutum norma, malorum

Maleus, æthereus vita, tutela bonorum,

Nec prece, nec pretio, non vi, non sanguine fractus,

Excluso vitio, fuit omnibus omnia factus.
 »
— Gal. Christ., t. 7, Eccle. Aurel.